# Кедвавом
Кедвавом — село в составе городского округа Ухта республики Коми.

## Географическое положение
Село расположено в 72 километрах  на север от города Ухта. Село расположено на берегу реки Ижма, протекающей вдоль юго-восточной границы в двух километрах от устья речки Кедва, левого притока Ижмы. Подъезд к селу в зимнее время осуществляется по автозимнику, в летнее время возможен с помощью воздушного транспорта.

## Климат
Климат умеренно-континентальный с коротким прохладным летом и продолжительной морозной зимой. Климат формируется вблизи северных морей в условиях малого количества солнечной радиации и под воздействием интенсивного западного переноса. Особенностью климата является формирование неблагоприятных условий проживания, строительства и эксплуатации инженерных сооружений в зимний период. Зима длится 6 месяцев с октября по апрель. Преобладает устойчивая морозная погода с частыми снегопадами и метелями. Средняя температура января – 17,3ºС. Абсолютная минимальная температура воздуха (-49)ºС. Лето длится три месяца с июня по август с преимущественно прохладной и пасмурной погодой. В течение всего лета возможны заморозки, а также периоды засушливой, жаркой погоды. Средняя температура июля +12,1ºС. Абсолютный максимум равен +35ºС.

## История
Основано в 1763—1772 гг. выходцем из Ижемской слободки (современная Ижма) Василием Титовичем Рочевым. В 1782 г. в деревне у речки Кедва, что в переводе с коми языка означает «холодная вода» жили 10 человек, в 1795 г. – 26 человек. В 1816 г. в д. Кедвавомской жили 45 человек, в 1850 г. – 175. На 1898 год имеет 66 домов, 243 жителя мужчин и 233 женщины, в семи километрах от приходской церкви.

## Население
Постоянное население — 327 человек (коми — 92 %), 228 человек (2010, перепись).